# Kadri Simsonová
Kadri Simsonová (rozená Mustová, * 22. ledna 1977 Tartu) je estonská politička ze Strany středu, v letech 2019–2024 evropská komisařka pro energetiku v první komisi von der Leyenové. Mezi roky 2009 až 2016 byla předsedkyní frakce Strany středu v Riigikogu.
V roce 2015 kandidovala na předsedkyni strany proti předsedovi Edgaru Savisaarovi, který stál v čele již téměř 25 let. Z celkového počtu 1 051 hlasů získal Savisaar 541 a Simsonová 486 hlasů. V letech 2016 až 2019 byla ministryní hospodářství a komunikací v první vládě Jüriho Ratase.